# Listă de jocuri video de rol din 2002–2003
Acesta este un index cuprinzător al jocurilor video de rol comerciale, sortate cronologic după anul apariției. Informațiile referitoare la data lansării, dezvoltatorul, editura, sistemul de operare, subgenul și notabilitatea sunt furnizate acolo unde sunt disponibile. Tabelul poate fi sortat făcând clic pe casetele mici de lângă titlurile coloanelor. Această listă nu include MUD-uri sau MMORPG-uri. Include jocuri roguelike, de acțiune și tactice (timp real).

Aceasta este o listă de jocuri video de rol din 2002 – 2003.

## Legenda
| Platforme de jocuri video |
| ------------------------- |

| 3DS    | Nintendo 3DS                   |
| AMI    | Commodore Amiga                |
| APPII  | Apple II                       |
| Arcade | Arcade game                    |
| C64    | Commodore 64                   |
| CROSS  | Cross-platform                 |
| DC     | Dreamcast                      |
| DOS    | DOS / MS-DOS                   |
| DROI   | Platforma nu este recunoscută. |
| DS     | Nintendo DS                    |
| FM7    | FM-7                           |
| FMT    | FM Towns                       |
| GB     | Game Boy                       |
| GBA    | Game Boy Advance               |
| GBC    | Game Boy Color                 |
| GCN    | Nintendo GameCube              |
| GEN    | Sega Genesis / Sega Mega Drive |
| iOS    | iOS                            |

| LIN  | Linux                                   |
| MAC  | Macintosh / Mac OS                      |
| MOBI | Mobile phone                            |
| MSX  | MSX                                     |
| MSX2 | MSX2                                    |
| N64  | Nintendo 64                             |
| NEO  | Neo Geo                                 |
| NES  | Nintendo Entertainment System / Famicom |
| OSX  | Mac OS X                                |
| PC60 | NEC PC-6001                             |
| PC88 | NEC PC-8801                             |
| PC98 | NEC PC-9801                             |
| PCE  | TurboGrafx-16 / PC Engine               |
| PS1  | PlayStation / PSone                     |
| PS2  | PlayStation 2                           |
| PS3  | PlayStation 3                           |
| PS4  | Platforma nu este recunoscută.          |
| PSN  | PlayStation Network                     |

| PSP  | PlayStation Portable           |
| PSV  | Platforma nu este recunoscută. |
| OSX  | Mac OS X                       |
| SAT  | Sega Saturn                    |
| SCD  | Sega Mega-CD                   |
| SMS  | Sega Master System             |
| SNES | Super NES / Super Famicom      |
| ST   | Atari ST                       |
| VC   | Virtual Console (Wii)          |
| VITA | PlayStation Vita               |
| X68K | Sharp X68000                   |
| Wii  | Wii                            |
| WiiU | Wii U                          |
| WIN  | Microsoft Windows              |
| X360 | Xbox 360                       |
| XBOX | Xbox                           |
| XOne | Platforma nu este recunoscută. |
| ZX   | ZX Spectrum                    |

| 3DS    | Nintendo 3DS                   |
| AMI    | Commodore Amiga                |
| APPII  | Apple II                       |
| Arcade | Arcade game                    |
| C64    | Commodore 64                   |
| CROSS  | Cross-platform                 |
| DC     | Dreamcast                      |
| DOS    | DOS / MS-DOS                   |
| DROI   | Platforma nu este recunoscută. |
| DS     | Nintendo DS                    |
| FM7    | FM-7                           |
| FMT    | FM Towns                       |
| GB     | Game Boy                       |
| GBA    | Game Boy Advance               |
| GBC    | Game Boy Color                 |
| GCN    | Nintendo GameCube              |
| GEN    | Sega Genesis / Sega Mega Drive |
| iOS    | iOS                            |

| LIN  | Linux                                   |
| MAC  | Macintosh / Mac OS                      |
| MOBI | Mobile phone                            |
| MSX  | MSX                                     |
| MSX2 | MSX2                                    |
| N64  | Nintendo 64                             |
| NEO  | Neo Geo                                 |
| NES  | Nintendo Entertainment System / Famicom |
| OSX  | Mac OS X                                |
| PC60 | NEC PC-6001                             |
| PC88 | NEC PC-8801                             |
| PC98 | NEC PC-9801                             |
| PCE  | TurboGrafx-16 / PC Engine               |
| PS1  | PlayStation / PSone                     |
| PS2  | PlayStation 2                           |
| PS3  | PlayStation 3                           |
| PS4  | Platforma nu este recunoscută.          |
| PSN  | PlayStation Network                     |

| PSP  | PlayStation Portable           |
| PSV  | Platforma nu este recunoscută. |
| OSX  | Mac OS X                       |
| SAT  | Sega Saturn                    |
| SCD  | Sega Mega-CD                   |
| SMS  | Sega Master System             |
| SNES | Super NES / Super Famicom      |
| ST   | Atari ST                       |
| VC   | Virtual Console (Wii)          |
| VITA | PlayStation Vita               |
| X68K | Sharp X68000                   |
| Wii  | Wii                            |
| WiiU | Wii U                          |
| WIN  | Microsoft Windows              |
| X360 | Xbox 360                       |
| XBOX | Xbox                           |
| XOne | Platforma nu este recunoscută. |
| ZX   | ZX Spectrum                    |

| Tipuri de lansări |
| ----------------- |

| Rerel  | Jocul a fost relansat pe aceeași platformă cu modificări minore sau fără modificări.                                                                                     |
| Port   | Jocul a apărut pentru prima dată pe o altă platformă. Este la fel ca originalul, cu puține sau deloc diferențe.                                                          |
| Remake | Jocul este un remake îmbunătățit al celui original, lansat pe aceeași platformă sau pe o platformă diferită, cu modificări ale graficii, sunetului și/sau gameplay-ului. |
| Compl  | O compilație, antologie sau colecție de mai multe titluri, de obicei (dar nu întotdeauna) aparținând aceleiași serii.                                                    |
| Limit  | O lansare specială (numită adesea Limited sau Collector’s Edition) cu material bonus de colecție. Adesea este furnizată persoanelor care pre-comandă un joc.             |

| Rerel  | Jocul a fost relansat pe aceeași platformă cu modificări minore sau fără modificări.                                                                                     |
| Port   | Jocul a apărut pentru prima dată pe o altă platformă. Este la fel ca originalul, cu puține sau deloc diferențe.                                                          |
| Remake | Jocul este un remake îmbunătățit al celui original, lansat pe aceeași platformă sau pe o platformă diferită, cu modificări ale graficii, sunetului și/sau gameplay-ului. |
| Compl  | O compilație, antologie sau colecție de mai multe titluri, de obicei (dar nu întotdeauna) aparținând aceleiași serii.                                                    |
| Limit  | O lansare specială (numită adesea Limited sau Collector’s Edition) cu material bonus de colecție. Adesea este furnizată persoanelor care pre-comandă un joc.             |

| Note despre genuri |
| ------------------ |

| Action RPG   | Joc video de rol de acțiune.              |
| Tactical RPG | Joc video de rol tactic.                  |
| Roguelike    | Roguelike.                                |
| MMORPG       | Joc de rol cu multiplayer online în masă. |
| MUD          | MUD.                                      |

| FPS/RPG | Shooter first-person / Joc video de rol hibrid (Joc video de rol shooter).                            |
| RTS/RPG | Joc de strategie în timp real / Joc video de rol hibrid (Joc video de rol de strategie în timp real). |
| WRPG    | Joc de rol în stil western.                                                                           |
| JRPG    | Joc de rol în stil japonez.                                                                           |
| Eroge   | Joc japonez cu conținut erotic.                                                                       |

| Action RPG   | Joc video de rol de acțiune.              |
| Tactical RPG | Joc video de rol tactic.                  |
| Roguelike    | Roguelike.                                |
| MMORPG       | Joc de rol cu multiplayer online în masă. |
| MUD          | MUD.                                      |

| FPS/RPG | Shooter first-person / Joc video de rol hibrid (Joc video de rol shooter).                            |
| RTS/RPG | Joc de strategie în timp real / Joc video de rol hibrid (Joc video de rol de strategie în timp real). |
| WRPG    | Joc de rol în stil western.                                                                           |
| JRPG    | Joc de rol în stil japonez.                                                                           |
| Eroge   | Joc japonez cu conținut erotic.                                                                       |

## Lista
| An                               | Titlu                                                                                               | Dezvoltator                     | Editură                        | Setări                    | Platformă                         | Subgen                         | Serie/Note | Țara de origine |
| -------------------------------- | --------------------------------------------------------------------------------------------------- | ------------------------------- | ------------------------------ | ------------------------- | --------------------------------- | ------------------------------ | --- | --------------- |
| 2002 (JP) 2003 (NA) 2004 (EU)    | .hack//Infection                                                                                    | CyberConnect2                   | Bandai                         | Sci-Fi Fantasy            | PS2                               | Action RPG                     | .hack | Japonia         |
| 2002 (JP) 2003 (NA) 2004 (EU)    | .hack//Mutation                                                                                     | CyberConnect2                   | Bandai                         | Sci-Fi Fantasy            | PS2                               | Action RPG                     | Sequel al .hack//Infection. | Japonia         |
| 2002 (JP) 2003 (NA) 2004 (EU)    | .hack//Outbreak                                                                                     | CyberConnect2                   | Bandai                         | Sci-Fi Fantasy            | PS2                               | Action RPG                     | Sequel al .hack//Mutation. | Japonia         |
| 2002 (NA)                        | Aaron Hall's Dungeon Odyssey                                                                        | Malfador                        | Shrapnel                       | Fantasy                   |                                   |                                | |                 |
| 2002 (JP)                        | Arc the Lad: Kijin Fukkatsu                                                                         | Bandai                          | Bandai                         | Fantasy                   | WSC                               | Tactical RPG                   | Arc the Lad | Japonia         |
| 2002 (NA)                        | Arc the Lad Collection                                                                              | Working Designs                 | Working Designs                | Fantasy                   | PS1 (Rerel)                       | Tactical RPG                   | Relansare, compilare și traducere în engleză a jocurilor Arc the Lad, Arc the Lad II și Arc the Lad III.                                                                          | Japonia         |
| 2002 (EU/NA)                     | Arx Fatalis                                                                                         | Arkane                          | JoWood Dreamcatcher            | Fantasy                   | WIN                               |                                | | FR              |
| 2002 (JP)                        | Atelier Judie: The Alchemist of Gramnad                                                             | Gust                            |                                | Fantasy                   | PS2                               |                                | Atelier | Japonia         |
| 2002 (NA)                        | Avernum 3                                                                                           | Spiderweb                       | Spiderweb                      | Fantasy                   | MAC WIN                           |                                | Sequel al Avernum 2. | SUA             |
| 2002 (NA/EU)                     | Baldur's Gate II: The Collection                                                                    | BioWare                         | Interplay                      | Fantasy                   | WIN (Comp)                        |                                | Compilație a Baldur's Gate II: Shadows of Amn și a expansiunilor sale. | CA              |
| 2002 (NA) 2003 (EU)              | Baldur's Gate: Dark Alliance                                                                        | Snowblind                       | Vivendi                        | Fantasy                   | GCN (Port)                        | Action RPG                     | Portare a Baldur's Gate: Dark Alliance pentru PS2. Spin-off al seriei Baldur's Gate.                                                                                              | SUA             |
| 2002 (NA) 2003 (EU)              | Baldur's Gate: Dark Alliance                                                                        | Snowblind                       | Vivendi                        | Fantasy                   | Xbox (Port)                       | Action RPG                     | Portare a Baldur's Gate: Dark Alliance pentru PS2. Spin-off al seriei Baldur's Gate.                                                                                              | SUA             |
| 2002 (DE)                        | Black Isle Compilation                                                                              | Black Isle                      | Interplay                      | Fantasy                   | WIN (Comp)                        |                                | Compilație a Baldur's Gate, Icewind Dale, a expansiunilor acestora și Planescape: Torment.                                                                                        | SUA             |
| 2002 (JP)                        | Black/Matrix II                                                                                     | Flight-Plan                     | NEC                            | Fantasy                   | PS2                               | Tactical RPG                   | Sequel al Black/Matrix. | Japonia         |
| 2002 (JP)                        | Black Matrix Zero                                                                                   | Flight-Plan                     | NEC                            | Fantasy                   | GBA                               | Tactical RPG                   | Prequel to Black/Matrix. | Japonia         |
| 2002 (JP) 2003 (NA/EU)           | Breath of Fire: Dragon Quarter                                                                      | Capcom                          | Capcom                         | Fantasy                   | PS2                               |                                | Sequel al Breath of Fire IV. | Japonia         |
| 2002 (JP) 2003 (NA/EU)           | Dark Chronicle Dark Cloud 2                                                                         | Level-5                         | SCE                            | Fantasy                   | PS2                               |                                | Sequel al Dark Cloud. | Japonia         |
| 2002 (JP) 2003 (NA)              | DemiKids - Light Version                                                                            | MIT                             | Atlus                          | Fantasy                   | GBA                               |                                | | Japonia         |
| 2002 (JP) 2003 (NA)              | DemiKids - Dark Version                                                                             | MIT                             | Atlus                          | Fantasy                   | GBA                               |                                | | Japonia         |
| 2002 (NA/EU)                     | Deus Ex                                                                                             | Ion Storm                       | Eidos                          | Sci-Fi                    | PS2                               | Action RPG                     | | SUA             |
| 2002 (JP/NA/EU)                  | Digimon World 3                                                                                     | Bandai                          | Bandai                         | Sci-Fi Fantasy            | PS1                               | Monster raising                | Sequel al Digimon World 2. | Japonia         |
| 2002 (DE/UK/NA)                  | Divine Divinity                                                                                     | Larian Park                     | CDV                            | Fantasy                   | WIN                               | Action RPG                     | Debutul seriei. | BE              |
| 2002 (JP/NA/EU)                  | Dragon Ball Z: Legendary Super Warriors                                                             | Banpresto                       | Banpresto Infogrames           | Sci-Fi Fantasy            | GBC                               | Tactical RPG                   | | Japonia         |
| 2002 (NA/EU)                     | Dragon Ball Z: The Legacy of Goku                                                                   | Webfoot                         | Infogrames                     | Sci-Fi Fantasy            | GBA                               | Action RPG                     | | Japonia         |
| 2002 (JP)                        | Dragon Quest Monsters 1+2                                                                           | TOSE                            | Enix                           | Fantasy                   | PS1 (Remake)                      | Monster raising                | Refacere a Dragon Quest Monsters, Dragon Warrior Monsters 2: Cobi's Journey și Dragon Warrior Monsters 2: Tara's Adventure.                                                       | Japonia         |
| 2002 (NA)                        | Dungeon Siege                                                                                       | Gas Powered                     | Microsoft                      | Fantasy                   | WIN                               | Action RPG                     | Debutul seriei. Reprezintă intrarea lui Chris Taylor pe piața RPG. | SUA             |
| 2002 (NA/EU)                     | Dungeons & Dragons: Eye of the Beholder                                                             | Pronto                          | Infogrames                     | Fantasy                   | GBA                               | Tactical RPG                   | |                 |
| 2002 (NA/EU) 2004 (AU)           | Elder Scrolls III, The: Morrowind                                                                   | Bethesda                        | Bethesda Ubisoft 1C Company    | Fantasy                   | WIN                               | Action RPG                     | Sequel al The Elder Scrolls II: Daggerfall. | SUA             |
| 2002 (NA/EU)                     | Elder Scrolls III, The: Morrowind                                                                   | Bethesda                        | Bethesda ZeniMax Media Ubisoft | Fantasy                   | Xbox (Port)                       | Action RPG                     | Portare a Elder Scrolls III: Morrowind pentru PC. | SUA             |
| 2002 (NA) 2006 (EU)              | Elder Scrolls III, The: Morrowind – Collector's Edition                                             | Bethesda                        | Bethesda Ubisoft               | Fantasy                   | WIN (Limit)                       | Action RPG                     | Relansare a The Elder Scrolls III: Morrowind pentru WIN. Sequel al The Elder Scrolls II: Daggerfall.                                                                              | SUA             |
| 2002 (NA) 2003 (EU)              | Elder Scrolls III, The: Tribunal                                                                    | Bethesda                        | Bethesda                       | Fantasy                   | WIN                               | Action RPG                     | Expansion to The Elder Scrolls III: Morrowind. | SUA             |
| 2002 (JP/NA) 2003 (PAL)          | Evolution Worlds                                                                                    | Sting                           | ESP Ubisoft                    | Sci-Fi Fantasy            | GCN (Port)                        |                                | Portare și compilare a Evolution: The World of Sacred Device și Evolution 2: Far Off Promise pentru DC.                                                                           | Japonia         |
| 2002 (UK)                        | Fallout                                                                                             | Interplay                       | Sold Out                       | Post-apocaliptic          | WIN (Rerel)                       |                                | Relansare a Fallout for WIN. Debutul seriei. | SUA             |
| 2002 (NA)                        | Fallout                                                                                             | Omni                            | MacPlay                        | Post-apocaliptic          | OSX (Port)                        |                                | Portare a Fallout pentru DOS. Debutul seriei. | SUA             |
| 2002 (NA/EU)                     | Fallout 2                                                                                           | Black Isle                      | MacPlay                        | Post-apocaliptic          | OSX (Port)                        |                                | Portare a Fallout 2 pentru WIN. Sequel al Fallout. | SUA             |
| 2002 (NA) 2006 (UK)              | Fallout: The Ultimate Collection                                                                    | Black Isle 14° East Micro Forté | Interplay                      | Post-apocaliptic          | WIN (Comp)                        |                                | Compilație a Fallout, Fallout 2 și Fallout Tactics. | SUA             |
| 2002 (JP)                        | Final Fantasy                                                                                       | Square TOSE                     | Square Enix                    | Fantasy                   | PS1 (Port)                        | JaponiaRPG                     | Portare a Final Fantasy pentru NES. | Japonia         |
| 2002 (JP) 2003 (EU/NA)           | Final Fantasy I & II Premium Package Final Fantasy Origins                                          | Square TOSE                     | Square Enix                    | Fantasy                   | PS1 (Port)                        | JaponiaRPG                     | Portare a Final Fantasy și Final Fantasy II pentru NES. | Japonia         |
| 2002 (JP)                        | Final Fantasy II                                                                                    | Square TOSE                     | Square Enix                    | Fantasy                   | PS1 (Port)                        | JaponiaRPG                     | Portare a Final Fantasy II pentru NES. | Japonia         |
| 2002 (JP)                        | Final Fantasy IV                                                                                    | Square                          | Square                         | Fantasy                   | WSC (Port)                        | JaponiaRPG                     | Portare a Final Fantasy IV. Sequel al Final Fantasy III pentru SNES. | Japonia         |
| 2002 (JP)                        | Final Fantasy Legend                                                                                | Square                          | Square                         | Fantasy                   | WSC (Port)                        | JaponiaRPG                     | Portare a Final Fantasy Legend pentru Game Boy. | Japonia         |
| 2002 (JP) 2003 (NA/EU)           | Final Fantasy Origins                                                                               | TOSE                            | Infogrames Square Enix         | Fantasy                   | PS1 (Port Re-release)             |                                | Re-release of Final Fantasy I & II Premium Package pentru PS1. Port and compilation of Final Fantasy și Final Fantasy II pentru NES.                                              | Japonia         |
| 2002 (JP) 2004 (NA)              | Final Fantasy XI Final Fantasy XI Online                                                            | Square                          | SCE                            | Fantasy                   | PS2                               | MMORPG                         | | Japonia         |
| 2002 (JP)                        | Fire Emblem: Fūin no Tsurugi                                                                        | Intelligent                     | Nintendo                       | Fantasy                   | GBA                               | Tactical RPG                   | | Japonia         |
| 2002 (NA)                        | Freedom Force                                                                                       | Irrational                      | Crave EA MacPlay               | Superhero                 | WIN OSX                           | Tactical RPG                   | Debutul seriei. | SUA             |
| 2002 (JP/NA)                     | Forever Kingdom                                                                                     | From                            | Agetec                         | Fantasy                   | PS2                               |                                | Prequel to Evergrace. | Japonia         |
| 2002 (JP)                        | Front Mission                                                                                       | Square                          | Square                         | Sci-Fi                    | WSC (Remake)                      | Tactical RPG                   | Refacere a Front Mission pentru SNES. Debutul seriei. | Japonia         |
| 2002 (INT)                       | Geneforge                                                                                           | Spiderweb                       | Spiderweb                      | Fantasy                   | WIN (Port)                        |                                | Portare a Geneforge pentru MAC. Debutul seriei. | SUA             |
| 2002 (JP) 2003 (NA/EU)           | Golden Sun: The Lost Age                                                                            | Camelot                         | Nintendo                       | Fantasy                   | GBA                               |                                | Sequel al Golden Sun. | Japonia         |
| 2002 (DE)                        | Gorky 17 Odium                                                                                      | Metropolis                      | 1C Company TopWare Monolith    | Fantasy Sci-Fi            | OSX (Port)                        | Tactical RPG                   | Portare a Gorky 17 pentru WIN. | PL              |
| 2002 (DE) 2003 (NA/UK/AU)        | Gothic II                                                                                           | Piranha Bytes                   | JoWood                         | Fantasy                   | WIN                               | Action RPG                     | Sequel al Gothic. | DE              |
| 2002 (JP/NA/EU)                  | Grandia II                                                                                          | Game Arts                       | Sega Enix Ubisoft              | Fantasy                   | PS2 (Port)                        |                                | Portare a Grandia II pentru DC. Sequel al Grandia. | Japonia         |
| 2002 (JP/NA)                     | Grandia Xtreme                                                                                      | Game Arts                       | Enix                           | Fantasy                   | PS2                               |                                | | Japonia         |
| 2002 (NA/PAL/JP)                 | Harry Potter and the Chamber of Secrets                                                             | Eurocom                         | EA Warner Bros.                | Fantasy                   | GCN PS2 Xbox                      |                                | | SUA             |
| 2002 (NA/PAL/JP)                 | Harry Potter and the Chamber of Secrets                                                             | Amaze                           | EA Warner Bros.                | Fantasy                   | GBC                               |                                | | SUA             |
| 2002 (NA/PAL/JP)                 | Harry Potter and the Chamber of Secrets                                                             | Argonaut                        | EA Warner Bros.                | Fantasy                   | PS1                               |                                | | SUA             |
| 2002 (NA/EU)                     | Icewind Dale                                                                                        | Black Isle                      | MacPlay                        | Fantasy                   | OSX (Port)                        |                                | Portare a Icewind Dalefor WIN. Debutul seriei. | SUA             |
| 2002 (NA/UK)                     | Icewind Dale II                                                                                     | Black Isle                      | Interplay                      | Fantasy                   | WIN                               |                                | Sequel al Icewind Dale. Black Isle Studios' final CRPG. Uses the D&D 3rd Edition ruleset.                                                                                         | SUA             |
| 2002 (NA)                        | Icewind Dale II: Collector's Edition                                                                | Black Isle                      | Interplay                      | Fantasy                   | WIN (Limit)                       |                                | Relansare a Icewind Dale II pentru WIN. Sequel al Icewind Dale. | SUA             |
| 2002 (NA)                        | Icewind Dale: The Collection                                                                        | Black Isle                      | Interplay                      | Fantasy                   | WIN (Comp)                        |                                | Compilație a Icewind Dale și a expansiunilor sale pentru WIN. | SUA             |
| 2002 (EU)                        | Icewind Dale: Complete                                                                              | Black Isle                      | Interplay                      | Fantasy                   | WIN (Comp)                        |                                | Compilație a Icewind Dale și a expansiunilor sale pentru WIN. | SUA             |
| 2002 (JP)                        | Innocent Tears                                                                                      | Global A                        |                                | Modern Fantasy            | Xbox (Port)                       | Tactical RPG                   | Portare a Innocent Tears pentru DC. | Japonia         |
| 2002 (NA)                        | Jagged Alliance 2: Gold Pack                                                                        | Sir-Tech                        | Strategy First                 | Modern                    | WIN (Comp)                        | Tactical RPG                   | Compilație a Jagged Alliance 2 și Jagged Alliance 2: Unfinished Business. | CA              |
| 2002 (JP/NA/EU/AU)               | Kingdom Hearts                                                                                      | Square                          | Square Square EA Disney SCEE   | Fantasy                   | PS2                               | Action RPG                     | Cu personaje Walt Disney și Final Fantasy. | Japonia         |
| 2002 (JP)                        | Kingdom Hearts Final Mix                                                                            | Square                          | Square                         | Fantasy                   | PS2 (Rerel)                       | Action RPG                     | Relansare a Kingdom Hearts pentru PS2. Cu personaje Walt Disney și Final Fantasy.                                                                                                 | Japonia         |
| 2002 (JP) 2004 (NA) 2005 (EU/AU) | La Pucelle: Tactics ラ・ピュセル 光の聖女伝説                                                       | Nippon Ichi                     | Nippon Ichi Mastiff Koei       | Fantasy                   | PS2                               | Tactical RPG                   | | Japonia         |
| 2002 (JP/NA/EU)                  | Lost Kingdoms Rune                                                                                  | From                            | Activision                     | Fantasy                   | GCN                               | Action RPG                     | Debutul seriei. | Japonia         |
| 2002 (JP) 2003 (NA)              | Lufia: The Ruins of Lore Estpolis Gaiden: Chinmoku no Iseki エストポリス外伝 沈黙の遺跡             | Taito                           | Taito Atlus                    | Fantasy                   | GBA                               |                                | Spin-off of the Lufia series. | Japonia         |
| 2002 (JP) 2003 (NA/PAL)          | Mega Man Battle Network 3 - White Version                                                           | Capcom                          | Capcom                         | Sci-Fi                    | GBA                               |                                | Sequel al Mega Man Battle Network 2. | Japonia         |
| 2002 (NA/EU/JP)                  | Might and Magic IX                                                                                  | New World                       | 3DO                            | Fantasy                   | WIN                               |                                | Sequel al Might and Magic VIII: Day of the Destroyer. | SUA             |
| 2002 (NA)                        | Might and Magic: Platinum Edition                                                                   | New World                       | 3DO                            | Fantasy                   | WIN (Comp)                        |                                | Compilație a Might and Magic VI - Might and Magic IX. | SUA             |
| 2002 (NA/AU)                     | Neverwinter Nights                                                                                  | BioWare                         | Atari MacSoft                  | Fantasy                   | WIN                               |                                | Conceput în esență ca un joc PnP pentru a fi jucat online cu un maestru de temniță (dungeon master), demonstrează puterea potențială a conținutului obișnuit creat de utilizator. | CA              |
| 2002 (NA/AU)                     | Neverwinter Nights: Collector's Edition                                                             | BioWare                         | Infogrames                     | Fantasy                   | WIN (Limit)                       |                                | Relansare a Neverwinter Nights: Collector's Edition pentru WIN. | CA              |
| 2002 (RU) 2003 (UK/NA)           | Paradise Cracked                                                                                    | MiST Land South                 | Buka JoWood                    | Cyberpunk                 | WIN                               | Tactical RPG                   | | RU              |
| 2002 (JP)                        | Phantasy Star Collection                                                                            |                                 |                                | Sci-Fi                    | GBA (Port)                        |                                | Portare a Phantasy Star Collection pentru SAT, mai puțin Phantasy Star IV. | Japonia         |
| 2002 (JP) 2003 (NA/EU/AU)        | Pokémon Ruby                                                                                        | Game Freak                      | Nintendo                       | Modern Fantasy            | GBA                               | Monster raising                | | Japonia         |
| 2002 (JP) 2003 (NA/EU/AU)        | Pokémon Sapphire                                                                                    | Game Freak                      | Nintendo                       | Modern Fantasy            | GBA                               | Monster raising                | | Japonia         |
| 2002 (JP)                        | Popolocrois: Adventure of Beginnings                                                                | SCE                             | SCE                            | Fantasy                   | PS2                               |                                | | Japonia         |
| 2002 (NA)                        | Pyrrhic Tales: Prelude to Darkness                                                                  | Zero Sum                        | Zero Sum                       | Fantasy                   | WIN                               |                                | Lansat ca freeware după o perioadă de câțiva ani. | SUA             |
| 2002 (JP)                        | Riviera: The Promised Land                                                                          | Sting                           | Bandai                         | Fantasy                   | WSC                               |                                | | Japonia         |
| 2002 (JP) 2003 (NA)              | RPG Maker 2                                                                                         | Kuusou Kagaku                   | Enterbrain Agetec              | Fantasy                   | PS2                               | Development tool               | Sequel al RPG Maker. | Japonia         |
| 2002 (JP) 2003 (NA)              | RPG Maker 3                                                                                         | Run Time                        | Enterbrain Agetec              | Fantasy                   | PS2                               | Development tool               | Sequel al RPG Maker 2. | Japonia         |
| 2002 (JP)                        | Sakura Taisen 4: Koi Seyo, Otome                                                                    | Red Overworks                   | Sega                           | Steampunk                 | DC                                | Tactical RPG                   | Sequel al Sakura Taisen 3. | Japonia         |
| 2002 (JP)                        | Sakura Taisen Complete Box                                                                          | Sega                            | Sega Red Ent.                  | Steampunk                 | DC (Port)                         | Tactical RPG                   | Portare și compilare Sakura Taisen 1 - Sakura Taisen 4. | Japonia         |
| 2002 (JP)                        | Shin Megami Tensei II                                                                               | Atlus                           | Atlus                          | Fantasy                   | PS1 (Remake)                      | JaponiaRPG                     | Refacere a Shin Megami Tensei II pentru SNES. Sequel al Shin Megami Tensei. | Japonia         |
| 2002 (JP) 2003 (NA/EU)           | Shining Soul                                                                                        | Nex                             | Atlus                          | Fantasy                   | GBA                               |                                | Parte a seriei Shining Force. | Japonia         |
| 2002 (JP) 2003 (NA/EU)           | Skies of Arcadia Legends                                                                            | Overworks                       | Sega                           | Fantasy                   | GCN (Remake)                      |                                | Refacere a Skies of Arcadia pentru DC. | Japonia         |
| 2002 (RU)                        | Space Rangers Космические рейнджеры                                                                 | Elemental                       | 1C Company                     | Sci-Fi                    | WIN                               | Adventure/RPG/Strategy hybrid. | Debutul seriei. | RU              |
| 2002 (JP/NA)                     | Suikoden III                                                                                        | Konami                          | Konami                         | Fantasy                   | PS2                               |                                | Sequel al Suikoden II. | Japonia         |
| 2002 (NA/EU)                     | Summoner 2                                                                                          | Volition                        | THQ                            | Fantasy                   | PS2                               |                                | Sequel al Summoner. | SUA             |
| 2002 (JP)                        | Sunrise Eiyuutan 2 サンライズ英雄譚2                                                                | Sunrise                         |                                | Fantasy                   | PS2                               |                                | Sequel al Sunrise Eiyuutan. | Japonia         |
| 2002 (JP) 2006 (NA)              | Super Robot Wars: Original Generation                                                               | Banpresto Atlus                 | Banpresto Atlus                | Sci-Fi                    | GBA                               | Tactical RPG                   | Primul joc din serie publicat în afara Japoniei. | Japonia         |
| 2002 (JP)                        | Super Robot Wars R                                                                                  | Banpresto                       | Banpresto                      | Sci-Fi                    | GBA                               | Tactical RPG                   | | Japonia         |
| 2002 (JP) 2003 (CN)              | Tales of Destiny 2                                                                                  | Telenet Japan Wolf Team         | Namco                          | Fantasy                   | PS2                               | Action RPG                     | Sequel al Tales of Destiny. | Japonia         |
| 2002 (JP)                        | Tales of Fandom Vol.1                                                                               | Namco                           | Namco                          | Fantasy                   | PS2                               |                                | Spin-off al seriei Tales. | Japonia         |
| 2002 (JP)                        | Tales of the World: Narikiri Dungeon 2                                                              | Wolf Team Alfa System           | Namco                          | Fantasy                   | GBA                               |                                | Sequel al Tales of Phantasia: Narikiri Dungeon. | Japonia         |
| 2002 (JP)                        | Tomato Adventure                                                                                    | AlphaDream                      | Nintendo                       | Fantasy                   | GBA                               |                                | | Japonia         |
| 2002 (JP) 2003 (NA/EU)           | Unlimited SaGa                                                                                      | Square                          | Square Square Enix Atari       | Fantasy                   | PS2                               |                                | | Japonia         |
| 2002 (EU) 2003 (NA)              | Valhalla Chronicles                                                                                 | Paradox Oblivion                | Big City                       | Fantasy                   | WIN                               | Action RPG                     | | SE              |
| 2002 (JP)                        | Vantage Master: Mystic Far East VM Japan                                                            | Nihon Falcom                    | Nihon Falcom                   | Fantasy                   | WIN                               | Tactical RPG                   | Sequel al Vantage Master V2. | Japonia         |
| 2002 (JP)                        | Vantage Master: Mystic Far East VM Japan                                                            | Nihon Falcom                    | Nihon Falcom                   | Fantasy                   | PS2 (Port)                        | Tactical RPG                   | Portare a Vantage Master: Mystic Far East pentru WIN. | Japonia         |
| 2002 (JP/NA) 2003 (EU)           | Wild Arms 3                                                                                         | Media.Vision                    | SCE                            | Steampunk                 | PS2                               |                                | Sequel al Wild Arms 2. | Japonia         |
| 2002 (JP) 2003 (NA)              | Xenosaga Episode I: Der Wille zur Macht                                                             | Monolith                        | Namco                          | Fantasy                   | PS2                               |                                | | Japonia         |
| 2003 (JP) 2004 (NA/EU)           | .hack//Quarantine                                                                                   | CyberConnect2                   | Bandai                         | Sci-Fi                    | PS2                               |                                | Sequel al .hack//Outbreak. | Japonia         |
| 2003 (JP)                        | 2nd Super Robot Wars Alpha                                                                          | Banpresto                       | Banpresto                      | Sci-Fi                    | PS2                               | Tactical RPG                   | Sequel al Super Robot Wars Alpha Gaiden. | Japonia         |
| 2003 (JP/NA) 2004 (EU/AU)        | Arc the Lad: Twilight of the Spirits Arc: Twilight of the Spirits                                   | Cattle Call                     | SCE                            | Fantasy                   | PS2                               | Tactical RPG                   | | Japonia         |
| 2003 (NA) 2004 (EU)              | Arx Fatalis                                                                                         | Arkane                          | Dreamcatcher                   | Fantasy                   | Xbox (Port)                       |                                | Portare a Arx Fatalis pentru Windows. | EU              |
| 2003 (JP)                        | Atelier Marie, Elie, and Anise                                                                      | Gust                            |                                | Fantasy                   | GBA (Port or remake)              |                                | | Japonia         |
| 2003 (JP)                        | Atelier Viorate: The Alchemist of Gramnad 2                                                         | Gust                            |                                | Fantasy                   | PS2                               |                                | Sequel al Atelier Judie: The Alchemist of Gramnad. | Japonia         |
| 2003 (NA)                        | Baldur's Gate II: Throne of Bhaal                                                                   | BioWare Black Isle              | MacPlay                        | Fantasy                   | OSX (Port)                        |                                | Portare a Baldur's Gate II: Throne of Bhaal pentru WIN. Expansiune pentru Baldur's Gate II: Shadows of Amn.                                                                       | CA              |
| 2003 (JP) 2004 (NA) 2005 (EU)    | Baten Kaitos: Eternal Wings and the Lost Ocean                                                      | tri-Crescendo Monolith          | Namco                          | Fantasy                   | GCN                               |                                | | Japonia         |
| 2003 (JP)                        | Black Stone: Magic & Steel                                                                          |                                 |                                | Fantasy                   | Xbox                              |                                | | Japonia         |
| 2003 (JP/NA) 2004 (EU)           | Boktai: The Sun Is in Your Hand                                                                     | Konami                          | Konami                         | Fantasy                   | GBA                               |                                | | Japonia         |
| 2003 (JP/EU)                     | Breath of Fire IV                                                                                   | Capcom                          | Capcom Sourcenext              | Fantasy                   | WIN                               |                                | Portare a Breath of Fire IV. | Japonia         |
| 2003 (NA) 2005 (JP)              | CIMA: The Enemy                                                                                     | Neverland                       | Natsume                        | Fantasy                   | GBA                               |                                | | Japonia         |
| 2003 (JP/NA) 2004 (EU)           | Disgaea: Hour of Darkness 魔界戦記ディスガイア                                                      | Nippon Ichi                     | Nippon Ichi Atlus Koei         | Fantasy                   | PS2                               | Tactical RPG.                  | | Japonia         |
| 2003 (NA/EU)                     | Dragon Ball Z: The Legacy of Goku 2                                                                 | Webfoot                         | Atari                          | Sci-Fi Fantasy            | GBA                               | Action RPG                     | Sequel al Dragon Ball Z: The Legacy of Goku. | SUA             |
| 2003 (JP)                        | Dragon Quest Monsters: Caravan Heart                                                                | TOSE                            | Enix                           | Fantasy                   | GBA                               | Monster raising                | Sequel al Dragon Warrior Monsters 2. | Japonia         |
| 2003 (JP) 2004 (NA/EU)           | Drakengard                                                                                          | cavia                           | Square Enix Take-Two           | Fantasy                   | PS2                               |                                | | Japonia         |
| 2003 (NA)                        | Dungeon Siege                                                                                       | Westlake                        | MacSoft                        | Fantasy                   | OSX (Port)                        | Action RPG                     | Portare a Dungeon Siege pentru WIN. | SUA             |
| 2003 (NA/AU)                     | Dungeon Siege: Legends of Aranna                                                                    | Gas Powered Mad Doc Software    | Microsoft                      | Fantasy                   | WIN                               | Action RPG                     | Expansion to Dungeon Siege. | SUA             |
| 2003 (NA/EU/AU)                  | Dungeons & Dragons: Heroes                                                                          | Atari                           | Atari                          | Fantasy                   | Xbox                              | Action RPG                     | | SUA             |
| 2003 (NA/EU)                     | Elder Scrolls III, The: Bloodmoon                                                                   | Bethesda                        | Bethesda Ubisoft 1C Company    | Fantasy                   | WIN                               | Action RPG                     | Expansiune pentru The Elder Scrolls III: Morrowind. | SUA             |
| 2003 (EU)                        | Elder Scrolls III, The: Bloodmoon and Tribunal Duopack                                              | Bethesda                        | Ubisoft                        | Fantasy                   | WIN (Comp)                        | Action RPG                     | Compilație a ambele expansiuni pentru The Elder Scrolls III: Morrowind. | SUA             |
| 2003 (NA) 2004 (EU)              | Elder Scrolls III, The: Morrowind – Game of the Year Edition                                        | Bethesda                        | Bethesda Ubisoft CD Projekt    | Fantasy                   | WIN (Comp)                        |                                | Relansare a The Elder Scrolls III: Morrowind pentru WIN, inclusiv ambele expansiuni. Sequel al The Elder Scrolls II: Daggerfall.                                                  | SUA             |
| 2003 (??)                        | Elder Scrolls Travels, The: Stormhold                                                               |                                 | Bethesda                       | Fantasy                   | MOBI                              |                                | | SUA             |
| 2003 (NA/PAL)                    | EverQuest Online Adventures                                                                         | SOE                             | SOE                            | Fantasy                   | PS2                               | MMORPG                         | | SUA             |
| 2003 (NA)                        | EverQuest Online Adventures: Frontiers                                                              | SOE                             | SOE                            | Fantasy                   | PS2                               | MMORPG                         | Expansion to EverQuest Online Adventures pentru PS2. | SUA             |
| 2003 (UK)                        | Fallout 2                                                                                           | Black Isle                      | Sold Out                       | Post-apocaliptic          | WIN (Rerel)                       |                                | Relansare a Fallout 2 pentru WIN. Sequel al Fallout. | SUA             |
| 2003 (CN)                        | Fantasia Sango                                                                                      | UserJoy Technology              | Unistar                        | Fantasy                   | WIN                               |                                | Debutul seriei. | TW              |
| 2003 (JP) 2004 (NA/EU/NZ)        | Final Fantasy Crystal Chronicles                                                                    | The Game Designers Studio       | Square Enix Nintendo           | Fantasy                   | GCN                               | Action RPG                     | | Japonia         |
| 2003 (JP/NA/PAL)                 | Final Fantasy Tactics Advance ファイナルファンタジータクティクスアドバンス                          | Square                          | Square Nintendo                | Fantasy                   | GBA                               | Tactical RPG                   | | Japonia         |
| 2003 (JP/NA) 2004 (EU/AU)        | Final Fantasy X-2                                                                                   | Square                          | Square Square Enix             | Fantasy                   | PS2                               |                                | Sequel al Final Fantasy X JRPG. | Japonia         |
| 2003 (JP/NA) 2004 (EU)           | Fire Emblem                                                                                         | Intelligent                     | Nintendo                       | Fantasy                   | GBA                               | Tactical RPG                   | Prequel to Fire Emblem: Fūin no Tsurugi. First game in the series to be released outside Japan.                                                                                   | Japonia         |
| 2003 (JP)                        | Front Mission                                                                                       | Square                          | Square                         | Sci-Fi                    | PS1 (Remake)                      | Tactical RPG                   | Refacere a Front Mission pentru SNES. Debutul seriei. | Japonia         |
| 2003 (JP) 2004 (NA)              | Front Mission 4                                                                                     | Square Enix                     | Square Enix                    | Sci-Fi                    | PS2                               | Tactical RPG                   | Sequel al Front Mission 3. | Japonia         |
| 2003 (JP) 2005 (NA)              | Fullmetal Alchemist and the Broken Angel                                                            | Racjin                          | Square Enix                    | Fantasy                   | PS2                               | Action RPG                     | Bazat pe Fullmetal Alchemist manga. | Japonia         |
| 2003 (INT)                       | Geneforge 2                                                                                         | Spiderweb                       | Spiderweb                      | Fantasy                   | MAC WIN                           |                                | Sequel al Geneforge. | SUA             |
| 2003 (JP)                        | Generation of Chaos Exceed: Yami no Miko Rose ジェネレーション・オブ・カオスイクシード 闇の皇女ロゼ | Idea Factory                    | Idea Factory                   | Fantasy                   | GCN                               | Tactical RPG                   | | Japonia         |
| 2003 (JP)                        | Generation of Chaos III: Toki no Fuuin ジェネレーションオブカオスIII 〜時の封印〜                   | Idea Factory                    | Idea Factory                   | Fantasy                   | PS2                               | Tactical RPG                   | Sequel al Generation of Next. | Japonia         |
| 2003 (JP)                        | Giftpia ギフトピア                                                                                  | skip                            | Nintendo                       | Fantasy                   | GCN                               |                                | | Japonia         |
| 2003 (NA/EU)                     | Gladius                                                                                             | LucasArts                       | LucasArts Activision           | Fantasy                   | GCN PS2 Xbox                      | Tactical RPG                   | | Japonia         |
| 2003 (DE)                        | Gothic II: Night of the Raven                                                                       | Piranha Bytes                   | JoWood                         | Fantasy                   | WIN                               | Action RPG                     | Expansion to Gothic II. | DE              |
| 2003 (JP) 2004 (NA)              | Growlanser Generations                                                                              | CareerSoft Atlus                | Atlus Working Designs          | Sci-Fi                    | PS2 (Comp)                        | Tactical RPG Real-time.        | Compilație a Growlanser II și Growlanser III. | Japonia         |
| 2003 (JP)                        | Growlanser IV: Wayfarer of Time グローランサーIV                                                    | Atlus                           | Atlus                          | Fantasy                   | PS2                               | Tactical RPG                   | Sequel al Growlanser III: The Dual Darkness. | Japonia         |
| 2003 (NA)                        | Harry Potter and the Philosophers Stone                                                             | Warthog                         | EA                             | Fantasy                   | GCN (Port) PS2 (Port) Xbox (Port) |                                | | SUA             |
| 2003 (NA)                        | Icewind Dale: The Ultimate Collection                                                               | Black Isle                      | Interplay                      | Fantasy                   | WIN (Comp)                        |                                | Compilație a Icewind Dale, a primei sale expansiuni și a Icewind Dale II pentru WIN.                                                                                              | SUA             |
| 2003 (NA/UK)                     | Lionheart: Legacy of the Crusader                                                                   | Reflexive Black Isle            | Interplay                      | Fantasy Alternate history | WIN                               |                                | Uses the SPECIAL system of Fallout și Fallout 2. | SUA             |
| 2003 (RU) 2004 (NA)              | Konung 2: Blood of Titans                                                                           | 1C                              |                                | Fantasy                   | WIN                               |                                | | RU              |
| 2003 (JP/NA/EU)                  | Lost Kingdoms II Rune II                                                                            | From                            | Activision                     | Fantasy                   | GCN                               | Action RPG                     | Sequel al Lost Kingdoms. | Japonia         |
| 2003 (JP)                        | Magic Pengel: The Quest for Color                                                                   |                                 |                                | Fantasy                   | PS2                               |                                | | Japonia         |
| 2003 (JP/NA/EU)                  | Mario & Luigi: Superstar Saga                                                                       | AlphaDream                      | Nintendo                       | Fantasy                   | GBA                               | JaponiaRPG                     | | Japonia         |
| 2003 (JP/NA/PAL)                 | Mega Man Battle Network 3 - Blue Version                                                            | Capcom                          | Capcom                         | Sci-Fi                    | GBA                               | Action RPG                     | Sequel al Mega Man Battle Network 2. | Japonia         |
| 2003 (JP) 2004 (NA/PAL)          | Mega Man Battle Network 4 - Red Sun                                                                 | Capcom                          | Capcom                         | Fantasy                   | GBA                               | Action RPG                     | Sequel al Mega Man Battle Network 3. | Japonia         |
| 2003 (JP) 2004 (NA/PAL)          | Mega Man Battle Network 4 - Blue Moon                                                               | Capcom                          | Capcom                         | Fantasy                   | GBA                               | Action RPG                     | Sequel al Mega Man Battle Network 3. | Japonia         |
| 2003 (NA)                        | Mistmare                                                                                            | Arxel Tribe                     | Strategy First                 | Fantasy                   | WIN                               | Action RPG                     | | SL              |
| 2003 (NA)                        | Morrowind: Game of the Year Edition                                                                 | Bethesda                        | Bethesda ZeniMax Media Ubisoft | Fantasy                   | Xbox (Port Re-release)            | Action RPG                     | Portare și relansare a Elder Scrolls III: Morrowind pentru PC. | SUA             |
| 2003 (NA)                        | Neverwinter Nights                                                                                  | BioWare                         | MacSoft                        | Fantasy                   | OSX (Port)                        |                                | Portare a Neverwinter Nights pentru WIN. | CA              |
| 2003 (NA)                        | Neverwinter Nights                                                                                  | BioWare                         | BioWare                        | Fantasy                   | LIN (Port)                        |                                | Portare a Neverwinter Nights pentru WIN. | CA              |
| 2003 (NA/AU)                     | Neverwinter Nights: Gold                                                                            | BioWare                         | Atari                          | Fantasy                   | WIN (Rerel)                       |                                | Relansare a Neverwinter Nights, iinclusiv prima expansiune | CA              |
| 2003 (NA/AU)                     | Neverwinter Nights: Hordes of the Underdark                                                         | BioWare Floodgate               | Atari                          | Fantasy                   | WIN                               |                                | Expansion for Neverwinter Nights. | CA              |
| 2003 (NA)                        | Neverwinter Nights: Hordes of the Underdark                                                         | BioWare Floodgate               | Atari                          | Fantasy                   | LIN (Port)                        |                                | Portare a Neverwinter Nights: Hordes of the Underdark pentru WIN. Expansion for Neverwinter Nights.                                                                               | CA              |
| 2003 (NA)                        | Neverwinter Nights: Shadows of Undrentide                                                           | BioWare Floodgate               | Atari                          | Fantasy                   | WIN                               |                                | Expansion for Neverwinter Nights. | CA              |
| 2003 (NA)                        | Neverwinter Nights: Shadows of Undrentide                                                           | BioWare                         | Atari                          | Fantasy                   | LIN (Port)                        |                                | Portare a Neverwinter Nights: Shadows of Undrentide pentru WIN. | CA              |
| 2003 (JP/NA/EU)                  | Onimusha Tactics                                                                                    | Capcom                          | Capcom                         | Fantasy                   | GBA                               | Tactical RPG                   | Part of the Onimusha series. | Japonia         |
| 2003 (JP)                        | Oriental Blue: Ao no Tengai                                                                         | Red Ent.                        | Hudson Soft                    | Fantasy                   | GBA                               | JaponiaRPG                     | | Japonia         |
| 2003 (JP/NA/EU)                  | Phantasy Star Online Episode I & II                                                                 |                                 |                                | Sci-Fi                    | Xbox (Port)                       | MMORPG                         | | Japonia         |
| 2003 (JP) 2004 (NA)              | Phantasy Star Online Episode I & II Plus                                                            |                                 |                                | Sci-Fi                    | GCN (Port)                        | MMORPG                         | | Japonia         |
| 2003 (JP) 2004 (NA/EU)           | Phantasy Star Online Episode III: C.A.R.D. Revolution                                               | Sonic Team                      | Sega                           | Sci-Fi                    | GCN                               | MMORPG                         | | Japonia         |
| 2003 (JP)                        | Phantasy Star Generation 1                                                                          | Sega                            | Sega                           | Sci-Fi                    | PS2 (Remake)                      |                                | Refacere a Phantasy Star. | Japonia         |
| 2003 (JP) 2004 (NA/EU/AU)        | Pokémon Colosseum                                                                                   | Genius Sonority                 | Nintendo                       | Modern Fantasy            | GCN                               |                                | | Japonia         |
| 2003 (JP)                        | RPG Maker 2003                                                                                      | Enterbrain                      | ASCII                          | N/A                       | WIN                               | Development tool               | Sequel al RPG Maker 2000. | Japonia         |
| 2003 (JP)                        | Sakura Taisen                                                                                       | Red Overworks                   | Sega                           | Steampunk                 | PS2 (Remake)                      | Tactical RPG                   | Refacere a Sakura Taisen pentru SAT. Debutul seriei. | Japonia         |
| 2003 (JP)                        | Sakura Taisen 3: Pari wa Moeteiru ka                                                                | Red Overworks                   | Sega Red Ent.                  | Steampunk                 | WIN (Port)                        | Tactical RPG                   | Portare a Sakura Taisen 3: Pari wa Moeteiru ka pentru DC. Sequel al Sakura Taisen 2: Kimi, Shinitamou koto Nakare.                                                                | Japonia         |
| 2003 (JP)                        | Sakura Taisen: Atsuki Chishio ni                                                                    | Overworks                       | Sega                           | Steampunk                 | PS2 (Remake)                      | Tactical RPG                   | Refacere a Sakura Taisen 2: Kimi, Shinitamou koto Nakare pentru SAT. Sequel al Sakura Taisen.                                                                                     | Japonia         |
| 2003 (JP)                        | SD Gundam G Generation Advance                                                                      | Bandai                          |                                | Sci-Fi                    | GBA                               | Tactical RPG                   | | Japonia         |
| 2003 (NA)                        | Septerra Core (Dual Jewel version)                                                                  | Valkyrie                        | Monolith                       | Sci-Fi Fantasy            | WIN (Rerel)                       |                                | Relansare a Septerra Core pentru WIN. | SUA             |
| 2003 (JP)                        | Shin Megami Tensei II                                                                               | Atlus                           | Atlus                          | Fantasy                   | GBA (Remake)                      | JaponiaRPG                     | Refacere a Shin Megami Tensei II pentru SNES. Sequel al Shin Megami Tensei. | Japonia         |
| 2003 (JP) 2004 (NA) 2005 (EU)    | Shin Megami Tensei III: Nocturne                                                                    | Atlus                           | Atlus Ghostlight Ubisoft       | Modern Fantasy            | PS2                               | JaponiaRPG                     | Sequel al Shin Megami Tensei II. | Japonia         |
| 2003 (JP) 2004 (NA/EU)           | Shining Soul II                                                                                     | Sega Grasshopper                | Sega Atlus THQ                 | Fantasy                   | GBA                               | Action RPG                     | Sequel al Shining Soul. | Japonia         |
| 2003 (JP)                        | Shinseiki Genso: Spectral Souls 新紀幻想スペクトラルソウルズ                                        | Idea Factory                    | Idea Factory                   | Fantasy                   | PS2                               | Tactical RPG                   | | Japonia         |
| 2003 (EU) 2004 (NA)              | Silent Storm                                                                                        | Nival                           | 1C Company JoWood Encore       | Sci-Fi Historical         | WIN                               | Tactical RPG                   | Debutul seriei. | RU              |
| 2003 (JP) 2004 (JP/NA/EU)        | Star Ocean: Till the End of Time                                                                    | tri-Ace                         | Enix Square Enix Ubisoft       | Fantasy                   | PS2                               | Action RPG                     | Sequel al Star Ocean: The Second Story. | Japonia         |
| 2003 (NA)                        | Star Wars: Knights of the Old Republic                                                              | BioWare                         | LucasArts                      | Sci-Fi                    | WIN Xbox                          |                                | Debutul seriei. | CA              |
| 2003 (JP)                        | Summon Night 3                                                                                      | Flight-Plan                     | Banpresto                      | Steampunk                 | PS2                               | Tactical RPG                   | Sequel al Summon Night 2. | Japonia         |
| 2003 (JP) 2006 (NA)              | Summon Night: Swordcraft Story                                                                      | Flight-Plan                     | Banpresto Atlus                | Steampunk                 | GBA                               | Action RPG                     | | Japonia         |
| 2003 (NA/EU)                     | Summoner: A Goddess Reborn                                                                          | Volition                        | THQ                            | Fantasy                   | GCN (Port)                        |                                | Portare a Summoner 2 pentru PS2. | SUA             |
| 2003 (JP)                        | Super Robot Wars Destiny                                                                            | Banpresto                       | Banpresto                      | Sci-Fi                    | GBA                               | Tactical RPG                   | | Japonia         |
| 2003 (JP/NA) 2004 (EU)           | Sword of Mana                                                                                       | Brownie Brown                   | Square Enix Nintendo           | Fantasy                   | GBA (Remake)                      |                                | Refacere a Final Fantasy Adventure pentru GB. | Japonia         |
| 2003 (JP) 2006 (NA/EU)           | Tales of Phantasia                                                                                  | Wolf Team Namco Tales           | Namco Nintendo                 | Fantasy                   | GBA (Remake)                      | Action RPG                     | Refacere a Tales of Phantasia pentru SNES. Debutul seriei. | Japonia         |
| 2003 (JP) 2004 (NA/EU)           | Tales of Symphonia                                                                                  | Namco                           | Namco                          | Fantasy                   | GCN                               | Action RPG                     | Distant prequel to Tales of Phantasia. | Japonia         |
| 2003 (JP)                        | Tales of the World: Summoners Lineage                                                               | Namco                           | Namco                          | Fantasy                   | GBA                               | Tactical RPG                   | Sequel al Tales of Phantasia: Narikiri Dungeon. | Japonia         |
| 2003 (JP)                        | Tengai Makyō II: Manjimaru                                                                          | Red Ent.                        | Hudson Soft                    | Fantasy                   | GCN (Remake)                      | JaponiaRPG                     | Refacere a Tengai Makyō II: Manjimaru pentru PCE. Sequel al Tengai Makyō: Ziria.                                                                                                  | Japonia         |
| 2003 (NA/EU/AU)                  | Temple of Elemental Evil, The                                                                       | Troika                          | Atari                          | Fantasy                   | WIN                               |                                | Uses D&D 3.5 Edition rules, Greyhawk campaign setting. | SUA             |
| 2003 (JP/CN)                     | Venus & Braves: Majo no Megami to Horobi no Yogen ヴィーナス＆ブレイブス ～魔女と女神と滅びの予言～ | Namco                           |                                | Fantasy                   | PS2                               | Tactical RPG Real-time.        | | Japonia         |
| 2003 (JP) 2005 (NA)              | Wild Arms: Alter Code F                                                                             | Media.Vision                    | SCE                            | Steampunk                 | PS2 (Remake)                      |                                | Refacere a Wild Arms pentru PS1. | Japonia         |
| 2003 (JP)                        | Wizardry: Proving Grounds of the Mad Overlord                                                       | Sting                           | Bandai                         | Fantasy                   | WSC (Port)                        |                                | Portare a Wizardry: Proving Grounds of the Mad Overlord pentru Apple II. Debutul seriei.                                                                                          | Japonia         |
| 2003 (NA)                        | Yu Yu Hakusho: Spirit Detective                                                                     | Sensory Sweep                   | Atari                          | Fantasy                   | GBA                               | Tactical RPG                   | | SUA             |
| 2003 (JP)                        | Ys VI: The Ark of Napishtim                                                                         | Nihon Falcom                    | Konami                         | Fantasy                   | WIN                               | Action RPG JRPG                | Sequel al Ys V: Kefin, The Lost City of Sand. | Japonia         |